# Curtiss O-52 Owl
Curtiss O-52 Owl (Sowa) – amerykański samolot rozpoznawczy z 1938 roku, produkowany przez Curtiss-Wright Corporation. Używany przed i w trakcie II wojny światowej. Wyprodukowano 203 egzemplarze.
Początkowo samolot używano do lotów rozpoznawczych. Gdy okazał się nieskuteczny w powierzonych zadaniach dokonywał lotów kurierskich i zwalczał okręty podwodne w strefie wód przybrzeżnych Zatoki Meksykańskiej, Atlantyku i Pacyfiku.